# Wolfratshauser Straße
Die Wolfratshauser Straße ist eine Ausfallstraße in München. Sie bildet einen Teil der Bundesstraße 11 und ist nach der Stadt Wolfratshausen südlich von München benannt, in deren Richtung sie führt.

## Verlauf
Die Straße liegt auf dem westlichen Hochufer der Isar im Stadtbezirk Thalkirchen-Obersendling-Forstenried-Fürstenried-Solln. Sie beginnt an der Boschetsrieder Straße, wo sie die Plinganserstraße in südlicher Richtung fortsetzt. An der Villenkolonie Prinz-Ludwigs-Höhe vorbei führt sie nach Solln und überquert dort auf einer Brücke die Bahnstrecke München–Lenggries. Von Solln verläuft die Straße weiter nach Pullach im Isartal, wo sie sich unter demselben Namen fortsetzt. Unmittelbar an der Münchner Stadtgrenze liegt rechter Hand das Kloster St. Gabriel. 
Den Namen Wolfratshauser Straße behält die B11 bis zur Gemeindegrenze von Hohenschäftlarn, ab da und bis nach Wolfratshausen heißt sie Münchner Straße.

## Verkehr
Die südliche Ausfahrt des Bahnhofs Solln an den S-Bahn-Linien 7 und 20 wird von der Straße auf einer Brücke überquert.
Die B11 und damit die Wolfratshauser Straße ist innerorts eine wichtige Verbindungsstraße. Außerorts verläuft westlich versetzt parallel die Bundesautobahn 95, die den überregionalen Verkehr nach Süden aufnimmt. Die Wolfratshauser Straße erschließt deshalb nur die Münchner Vororte am Westufer der Isar, wie Pullach und Schäftlarn.

## Baudenkmäler

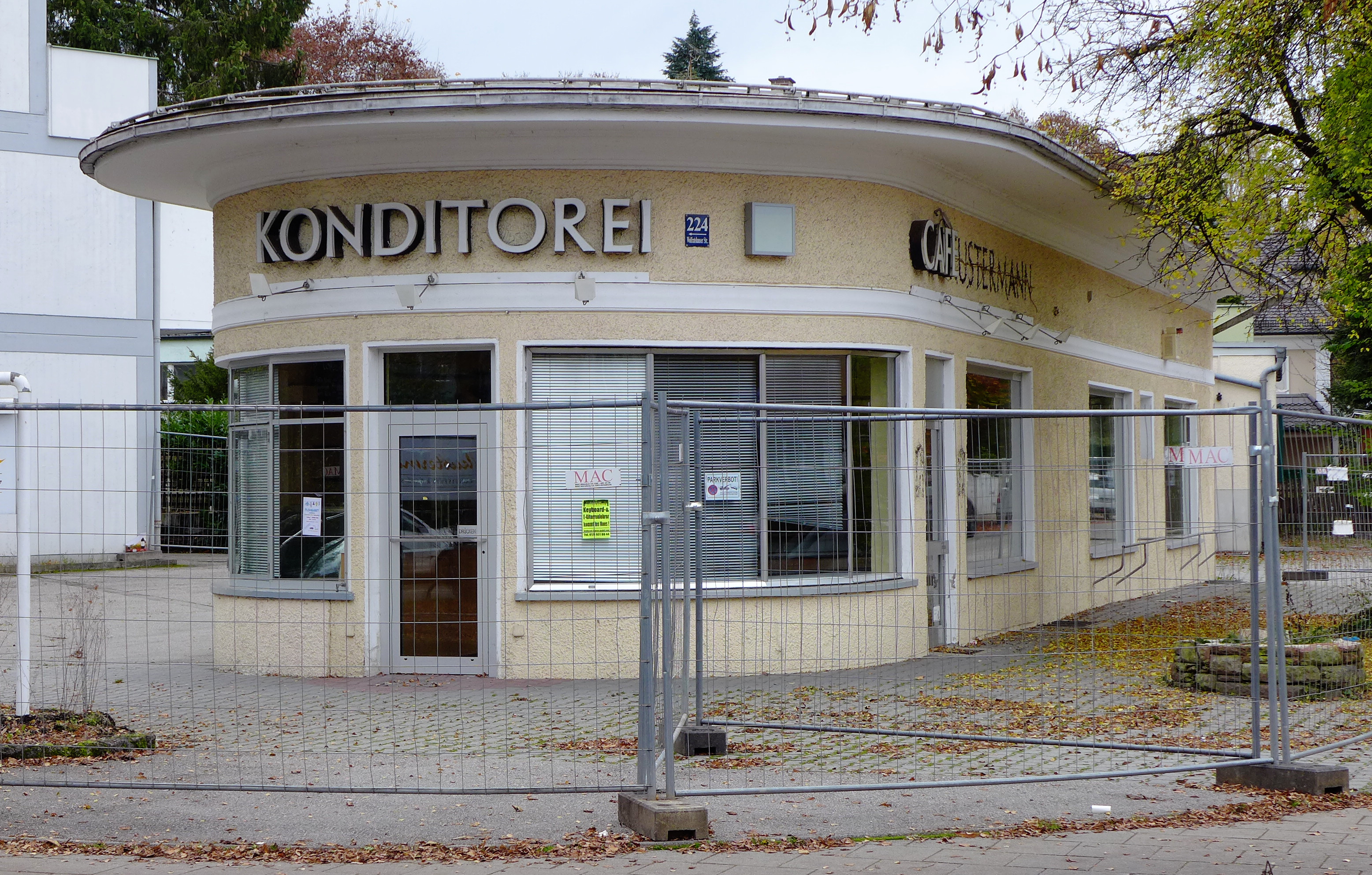
Ehemaliger Behelfsladenbau (Nr. 224)

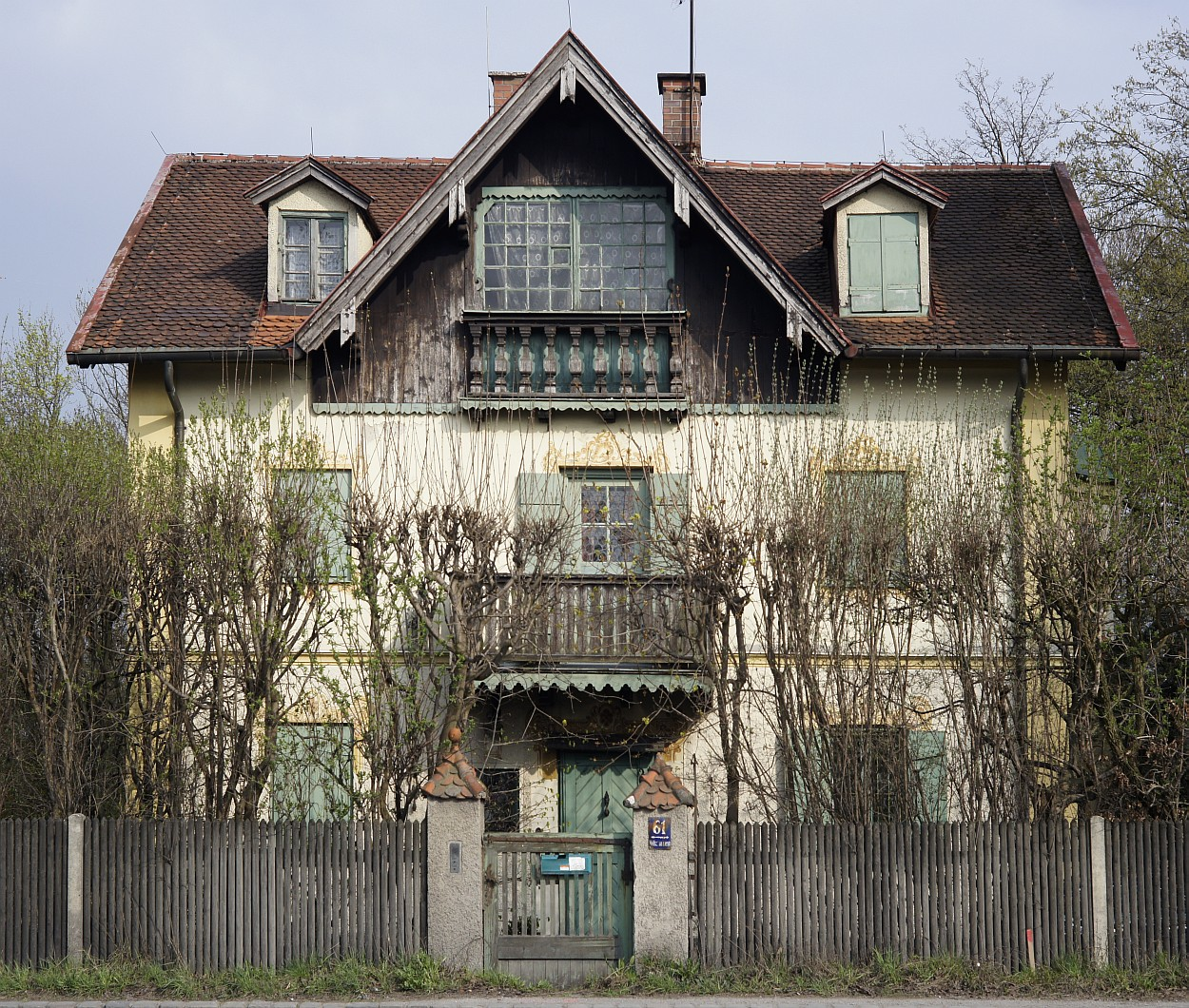
Wolfratshauser Straße 61

In der Wolfratshauser Straße befinden sich folgende in der Bayerischen Denkmalliste genannte Baudenkmäler:
- Nr. 26: Mietshaus, 1912/13, Hans Woock für Georg Hauberrisser 1912/13[1]
- Nr. 27: Villa
- Nr. 42: Villa, 1899, Otto Dix
- Nr. 50: Villa, 1912, Otho Orlando Kurz und Eduard Herbert
- Nr. 61: Villa, 1879/80 als Jagdhaus für Konsul Karl Rosipal errichtet, 1922 ausgebaut
- Nr. 80: 1902, Gebrüder Rank
- Nr. 91/99/107: Krankenhaus Martha Maria 1897/1912
- Nr. 139: ehemaliges Zollhaus, 1900, Hans Grässel
- Nr. 155: Villa, 1906, Josef Schatz
- Nr. 224: ehemaliger Behelfsladenbau, 1951, Ludwig Reiber, 1956 erweitert

Die Villa Nr. 214 wurde im Jahr 2004 aus der Denkmalliste gestrichen.